# Anders Bäckegren
Per Anders Bäckegren (nacido el 25 de julio de 1968 en Gotemburgo), es un exjugador de balonmano sueco. Es diestro y jugaba en ataque como lateral izquierdo. Ganó la medalla de plata en los Juegos Olímpicos de Barcelona 1992 y la medalla de bronce en el Campeonato Mundial de 1993 en su país natal.

## Carrera en clubes
El club de formación de Anders Bäckegren fue el BK Heid en su ciudad natal. Jugó en el equipo hasta los 21 años. Después de jugar en la selección sub-21, se unió al Redbergslids IK en 1989. Jugó en el RIK durante 7 temporadas y ganó tres campeonatos suecos con el club. Luego jugó cinco años en el Vfl Bad Schwartau.
Cuando en 1996 cambió de club, el Bad Schwartau estaba en la segunda división de la Bundesliga. Dos años después, el club logró ascender a la Bundesliga. Tras lesionarse el ligamento cruzado por segunda vez en diciembre de 2000, Bäckegren puso fin a su carrera en el balonmano.

## Carrera en la selección nacional
Bäckegren debutó en la selección juvenil en 1987 y jugó hasta 1989, participando en 35 partidos y anotando 140 goles. En 1990 debutó en la selección absoluta el 1 de junio de 1990 contra Países Bajos en un partido que ganaron 23-17, en el cual Bäckegren no anotó goles. Según las estadísticas actuales y anteriores de la selección, Bäckegren jugó 57 partidos y anotó 92 goles con la selección entre 1990 y 1996. En 1990 no participó en el Mundial, pero estuvo en el equipo para los Juegos Olímpicos de 1992, debutando en competiciones importantes con una medalla de plata olímpica. Solo jugó dos partidos en los Juegos Olímpicos, contra Brasil e Islandia, anotando un gol. Luego jugó en el Mundial de 1993 en Suecia y ganó una medalla de bronce. Después de 1993, jugó menos partidos internacionales y no participó en más campeonatos importantes. Su último partido con la selección fue contra Dinamarca el 28 de junio de 1996 en Båstad.